# Sucellus

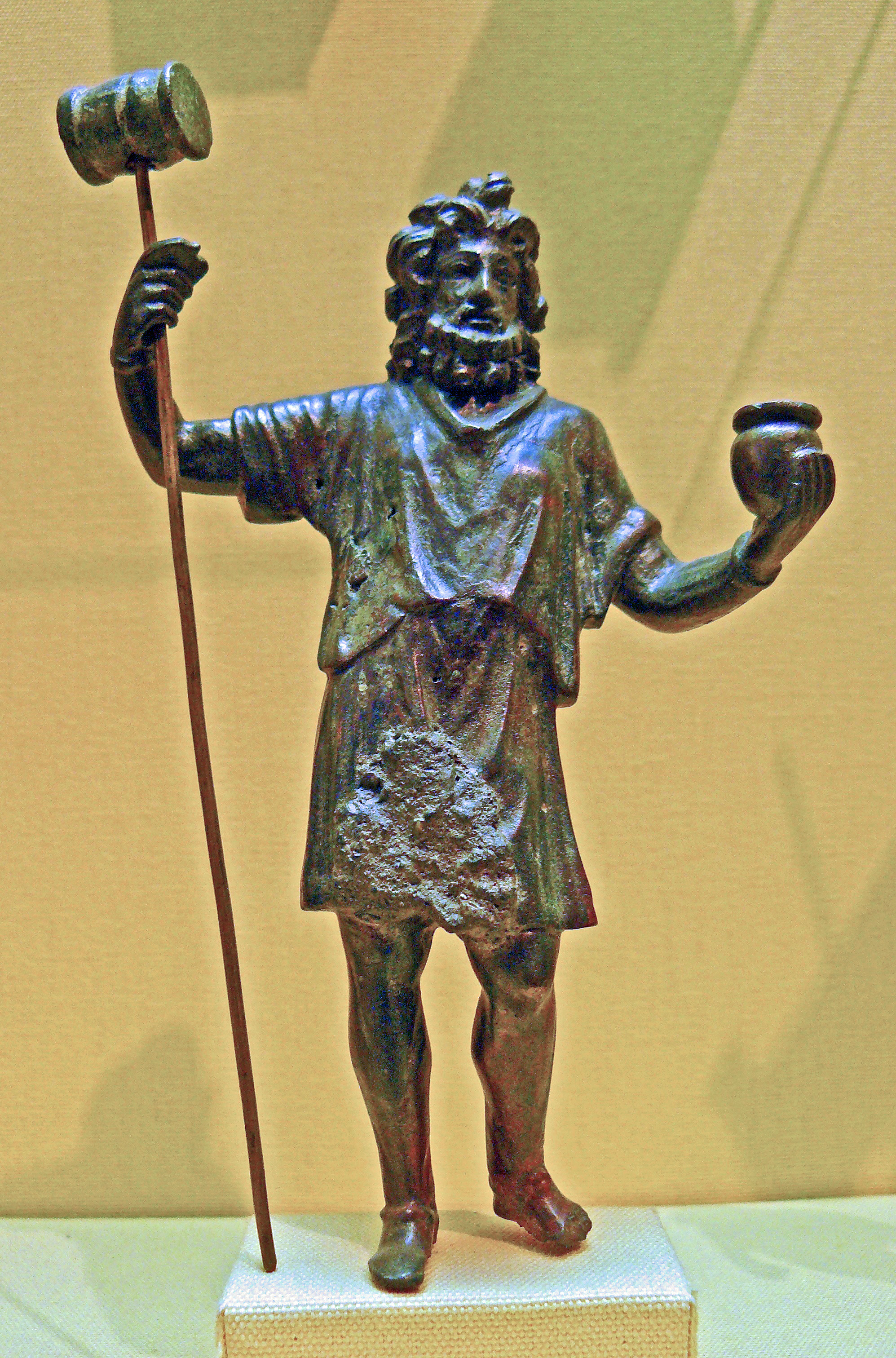
Sucellusstatue aus dem Département Bouches-du-Rhône, Frankreich

Sucellus, auch Sucelus oder Sucaelus, war ein keltischer Gott, der vor allem in Gallien verehrt wurde. In verschiedenen Interpretationen wird er manchmal mit Iuppiter, Dispater oder Silvanus gleichgesetzt. Auch eine Verbindung mit dem Gott Pluton wird wegen einer Weiheinschrift aus Bonn angenommen.

## Überblick
Die Verehrung des Sucellus war vor allem im südlichen und östlichen Gallien sehr verbreitet. In der heutigen Schweiz gibt es Inschriften in Yverdon und Augst als deo Sucello. In Genf, Lausanne, Visp sowie in Kinheim-Kindel an der Mittelmosel sind Statuen des Sucellus gefunden worden.
Die Zuordnung des Sucellus ist regional unterschiedlich. In Südgallien wurde er mit dem römischen Gott Silvanus gleichgesetzt. Im Alpengebiet, bei Sucellus-Statuen die in der Schweiz gefunden worden wird er immer als bärtiger Mann in gallischem Gewand dargestellt, in der einen Hand hält er einen langstieligen Schlegel oder Doppelhammer, in der anderen einen Topf oder Becher. Die Sucellusstatue von Visp im Wallis z. B. hält in der rechten Hand einen Trinkbecher, im Gürtel steckt zudem ein Gegenstand, der wie ein Haken aussieht, in der linken Hand hatte er vermutlich einen langstieligen Hammer (nicht mehr vorhanden). Auch mit Messer, Schwert, Geldbeutel oder einem Hund als Begleiter ist er abgebildet.
Häufige Begleiterin des Sucellus ist die Göttin Nantosvelta, so auf einem Altar bei Sarrebourg (Pons Saravi), wo er als Attribut einen Herrscherstab mit Hammerkopf und einen Topf hält. Der bärtige Gott ist mit einem gegürteten Rock bekleidet, die Göttin trägt ebenfalls einen Herrscherstab (heute im Musée d'Art et d'Histoire de Metz).
In der Vergangenheit wurde Sucellos, aufgrund seiner örtlich variierenden Gleichsetzungen mit Ploutos, Jupiter und Silvanus sowie seiner Attribute Hammer, Gefäß und Hund, verschiedentlich als Gott der Fruchtbarkeit und des Reichtums, als Wetter- und Donnergott, als Wald-, Natur- und Vegetationsgott, als Gott der Handwerker und Hüttenleute sowie als Toten- und Unterweltsgott und mögliche Entsprechung zu dem bei Cäsar als Dispater bezeichnetem Nacht- und Ahnengott interpretiert. Manfred Kotterba konnte 2000 in seiner Dissertation jedoch nachweisen, dass die Ausbreitung des Sucelloskultes mit der des Weinanbaus zusammenhing und dieser wohl vornehmlich als ein Gott des Weines und der Winzer zu betrachten ist.

## Etymologie
In der gallischen Sprache bedeutet -cellos der treffende. Dies stammt aus dem indogermanischen *-kel-do-s und findet sich auch in lateinischen Namen wieder. Das Präfix su- bedeutet gut. Also kann man den Namen als
der, der gut zuschlägt, der gute Schläger übersetzen.

## Inschriften
- CIL XII, 1836 Vienne, römische Provinz Gallia Narbonensis: Deo Sucello / Gellia Iucund[a] / v(otum) s(olvit) l(ibens) m(erito)
- CIL XIII, 4542 Sarrebourg (Pons Saravi), römische Provinz Gallia Belgica: Deo Sucello / Nantosuelt(a)e / Bellausus Mas/s(a)e filius v(otum) s(olvit) l(ibens) m(erito)
- CIL XIII, 5057 Yverdon-les-Bains (Eburodunum[6]), römische Provinz Germania superior: Sucello / Ipadco / v(otum) s(olvit) l(ibens) m(erito)
- CIL XIII, 6224 Worms (Borbetomagus), römische Provinz Germania superior: Deo Su/celo / [S]ilvano / Ti(berius) GPIP
- CIL XIII, 6730 Mainz (Mogontiacum), römische Provinz Germania superior: I(ovi) O(ptimo) M(aximo) / Sucaelo et / Gen(io) loci pro / salute C(ai) / Calpurni / Seppiani p(rimi) p(ili) / leg(ionis) XXII Pr(imigeniae) P(iae) / Trophimus / actor [e]t can/abari(i) ex / voto
- ILTG 497 und 565
- Fi 87 und 134